# 12994 Pitufo
12994 Pitufo eller 1981 ET27 är en asteroid i huvudbältet som upptäcktes den 2 mars 1981 av den amerikanska astronomen Schelte J. Bus vid Siding Spring-observatoriet. Den är uppkallad efter det spanska ordet Pitufo som betyder Smurf.
Den tillhör asteroidgruppen Koronis.